# 柚原みう
柚原 みう（ゆずはら みう、1月12日 - ）は日本の女性声優、歌手。主にアダルトゲームに声をあてている。フリー。以前はAG-promotion、セルワールドエンターテイメントに所属していた。

## 人物・来歴
幼い頃、勉強のできる姉に対して「私は不器用でなかなか褒めてもらえない」とコンプレックスを抱いていたが、ある時家族で行ったカラオケで父親に歌を褒められたことをきっかけに表現することに興味を持つようになる。
小学生のときには大好きだったアニメが最終回を迎えると「私が演じたかった！」と号泣してしまう。自分ならこんな風にしたかったとの思いが募り、表現する仕事への興味が確信へと変わり、声優になりたいと思うようになったという。
高校3年の夏に進路を決める際に「上京して養成所に通いたい」と父親を説得すると、「手に職をつけられる大学に入りながら、養成所で頑張れるなら認める」と条件付で認めてもらえることになった。それを受けて保育士の資格が取れる短大へと進学し、また養成所にも通って両立しながら声優を目指し、短大を卒業する頃には事務所への入所も決まって声優としてデビューすることとなった。
2011年8月31日に所属していたセルワールドエンターテイメントを退所。フリーを経て2011年10月23日よりAG-promotionに所属。
愛称の「みうくん」は、わりなきらじおであだ名を決めようという話になったときに、「マネージャーからくん付で呼ばれている」と話したところ、「ゆずくん」か「みうくん」かという話になり、「じゃぁみうくんで」と決めたことから。
AXLラジオ「キュリオディーラー」ラージャスタン放送局！の愛称募集コーナーにてうんこ将軍という名前が付くことに
アダルトゲームで活動している声優では珍しく『美少女ゲームフェア キャララ!!』などのイベントやニコニコ生放送にて顔出し出演をしている。
そのキャララには2011年12月よりMCに就任し、2012年4月より兼任でキャララガールズとしても活動していたが、2016年8月をもって卒業した。
2016年8月31日をもってAG-promotionを退所。一時休業を経て同年12月1日よりフリーとして活動を再開した。

## 出演
太字は主役・メインキャラクター。

### アダルトゲーム

#### 2009年
- 終わりなき夏 永遠なる音律（大上 律子[9]）

#### 2010年
- シェイプシフター（アレサ・モール[10]）

#### 2011年
- 君がいた季節（矢川 睦月[11]）

#### 2012年
- Remember 最愛の妻が他の男の腕の中で微笑む、もう一つのIF（篠崎 萌香[12]）
- マブラヴ オルタネイティヴ クロニクルズ 03（大上 律子）[2]
- アオリオ（野々村 真紀[13]）
- フォルト!!S 〜新たなる恋敵〜（神和住 真夜[14]）
- 魔王のくせに生イキだっ!（レオヴィル・バルトン[15]）
- 第2回妹選抜☆総選挙 〜366人目の妹いちゃラブ後日談〜（橘 藤子[16]）
- 他の男に抱かれよがり狂う寝取られ彼女 背徳の快楽への期待に濡れていくその蜜穴……（矢神 雫[17]）

#### 2013年
- 目覚めると従姉妹を護る美少女剣士になっていた（北南 秀子[18]）
- シロガネオトメ（白銀 更紗[19]）
- どらぺこ! 〜おねだりドラゴンとおっぱい勇者〜（クゥ[20]）
- 明日もこの部室で会いましょう（菱熊 頼可）[21]
- にゃんカフェマキアート 〜猫がいるカフェのえっち事情〜（猫杜 美華）[22]
- モンスターズ・レイド〜魔に堕ちる姫騎士〜（ラナ・ルー）[23]
- 魔王のくせに生イキだっ!2 〜今度は性戦だ!〜（レオヴィル・バルトン）[24]
- 私立 寝取り学院 -10人の彼氏持ち女子校生を”寝取って激イキ”させろ!-（篠山 優、山井 麻由美）[25]

#### 2014年
- 密閉やりまくりエレベーター 〜小生意気な娘に御仕置きを（小野寺 沙希）[26]
- Endless Dungeon（リンセ＝ホワイトキャッスル）[27]
- 憑依変身エクストラソウルズ（石神 彩）[28]
- らぶ♥らぶ♥らいふ 〜お嬢様７人とラブラブハーレム生活〜（朱宮 桜）[29]
- ALIA's CARNIVAL!（リコ）[30]
- ナンパ生ハメ 中出し万歳6（赤城 美沙）[31]
- ぴゅあよめ（和泉 素直）[32]
- 恋DOKi（河西 心）[33]
- セミラミスの天秤（連城 響）
- 魔王のくせに生イキだっ!とろとろトロピカル!（レオヴィル・バルトン）[34]
- できない私が、くり返す。（矢本 由美子）[35]
- ぷちよめ（和泉 素直）[36]
- デーモンバスターズ 〜えっちなえっちなデーモン退治〜（リゼラ）[37]
- 少女猟奇譚 獣の告白（橘 奈緒美）[38]

#### 2015年
- 1/7の魔法使い（一条 陽葵）[39]
- 人妻競売市場 〜エロい人妻お売りします〜（高梨子 瑠衣）[40]
- 時計仕掛けのレイライン -朝霧に散る花-（アンデル）[41]
- エンジェルゲーム（藤森 琴美）[42]
- ぺろぺろ☆てぃーちゃー〜ダメダメお兄ちゃんとコスプレえっち♥〜（みるきぃ）[43]
- 戦乙女らんなばうとっ!（アルーム＝シリン）[44]
- イブニクル（QD）[45]
- 魔将の贄3 〜白濁の海に沈む淫辱の隷姫〜（テオ）[46]
- ALIA's CARNIVAL! Flowering Sky（リコ）[47]
- 光翼戦姫エクスティア（ジェリシギル）[48]
- 私立 寝取り学院2 -続・10人の彼氏持ち女子校生を“寝取って激イキ”させろ!-（篠山 優）[49]
- ディバインハート カレンSP シーズン2（ピスティル）[50]
- おお勇者よ、イってしまうとは情けない!（ユーシア・アフレシア）[51]
- アンラッキーリバース Unlucky Re:Birth/Reverse（リズリー・マクダウェル）[52]
- 機関幕末異聞 ラストキャバリエ（佐久間 修理）[53]

#### 2016年
- 凍京NECRO〈トウキョウ・ネクロ〉（宝形 イリア）[54]
- お兄ちゃん、キッスの準備はまだですか?（妹口 やよい）[55]
- di-room（アサミ）[56]
- ALIA's CARNIVAL! Wパッケージ（リコ）[57]
- ビッチなあの娘に性活指導! JKビッチ★はめぱこスクールライフ Plus（鍋島 沙由莉、鍋島 真由莉、綿谷 汐里）
- エッチなメニューはじめました!〜ヤリマンJKのファミレスご奉仕アルバイト〜（新堂 珠子）
- 私立 寝取り学院3 -続々・10人の彼氏持ち女子校生を“寝取って激イキ”させろ!-（シンディ・クラウス、芹沢 莉音）
- PureMarriage〜赤い糸物語〜 まどか編
- 戦国†恋姫X〜乙女絢爛☆戦国絵巻〜（斎藤 飛騨）
- 学園みんなの性処理係〜ドスケベ奉仕委員会ぱこぱこ活動記録!〜（椋鳥 ちどり）

#### 2017年
- お兄ちゃん、キッスの準備はまだですか? エッチの準備もまだですか?（妹口 やよい）
- サイミンアプリ－悪夢の寝取られゲーム－（小野里 水奈）
- なちゅらるばけーしょん（更科 柚季）
- 処女はお姉さまに恋してる 3つのきら星（畑中 美海）[注 1]

#### 2018年
- ゴッドシスターズ (小西 璃子)
- ケモノ娘の育て方（桜庭いろは）
- キュリオディーラー (ネメシア・コール)

#### 2019年
- 夢と色でできている (刻乃 雲)[59]
- イブニクル2 (QD)
- リアライブ (真深 眠)
- アイカノ ～雪空のトライアングル～ (霜夜 しづり)
- 流星ワールドアクター (メル)

#### 2020年
- 異世界で俺はエロ経営のトップになる! (アルマ・ヘリング)
- リアルエロゲシチュエーション!2 (竜胆 のどか)
- 白詰指輪 ～四つ娘の花嫁 俺、全員選びました～ (花ノ宮 美三実)
- 放課後シンデレラ（王城 茉莉愛[60]）
- まましす 〜お母さんとわたし、どっちがいいの?〜 (八十島 美羽)
- 一途な(処女→)彼女と恋したい (渡部 響花)[61]

#### 2021年
- ガラス姫と鏡の従者 (アンリ＝フランシス・ラ・ベルナールド)[62]
- 同級生リメイク （斎藤 亜子）[63]
- 閃鋼のクラリアス（ランスロット）[64]
- 流星ワールドアクター Badge & Dagger（メル）
- ニート娘を更生させよ！ ～性技があれば生きていける～ （夏目 愛衣[65]）

#### 2022年
- 一途な(処女→)彼女と恋したい ver.広橋るな (渡部 響花)[66]
- 2045、月より。（桜月 調）
- ツヴァイトリガー（明坂 藤花）

#### 2023年
- 戦国†恋姫EX参 ～毛利家の絆編～（小早川 榧 隆景）

#### 2024年
- スカイコード（碧星 明日香）

#### 2025年
- ドラ・コンカフェ2（マルマリディア ・ドット・フィアバーン）

### 一般向ゲーム・コンシューマーゲーム
2013年
- 戦国†恋姫〜乙女絢爛☆戦国絵巻〜（斎藤飛騨）

2015年
- ニトロプラス ブラスターズ -ヒロインズ インフィニット デュエル-（宝形イリア[67]）
- ALIA's CARNIVAL! サクラメント（リコ）[68]

2017年
- 時計仕掛けのレイライン -陽炎に彷徨う魔女-（アンデル）

2022年
- 秘密のキスは甘くやさしく（出穂 こなみ）

2024年
- 同級生リメイクCSver（斎藤 亜子）[69]

### 同人ゲーム
- キトゥンフィリア（リオン）[70]
- サイコロジック・ラブコメディ（平柏 深月）[71]
- ビッチなあの娘に性活指導! JKビッチ★はめぱこスクールライフ（鍋島 沙由莉、鍋島 真由莉、綿谷 汐里）[72]

### ソーシャルゲーム
- Quiz of Walkure（リーディ、メターナス、リン、ルーヴィ、リーシア、スケアー）[73]
- 天頂-TEPPEN-（マリー・ランベール）[73]
- ドキドキ☆病んでミック（葉加瀬 香樹、工藤 恵里佳、深名 千種、毒神 希乃恋、不動院 雫加、束崎 見守、楽谷 音々）[74]
- 星のガールズオデッセイ（ミモザ、シャウラ、ハダル）
- 万物乙女☆ダンジョンズ(セルル、エイン)
- 戦国プロヴィデンス (豊臣秀吉) [75]
- X-Overd (めもるん)
- アイオライトリンク (セシリア)
- ソーサレス*アライヴ! 〜the World's End Fallen Star〜（2019年、ニコ）[76]
- 宝石姫 JEWEL PRINCESS（ターコイズ、ルチル、エレミア、リビアングラス）
- オトギフロンティア（リル）
- 超昂大戦 エスカレーションヒロインズ（ビートブレイカー・メイ / 龍造寺メイ[77]）
- ふるーつふるきゅーと！～創生の大樹と果実の乙女～（スネークフルーツ、フィンガーライム[78]、ケミカル、タルトチェリー）
- エンジェリックリンク（ケミカル(ふるカフェ)、キューピット）

### アダルトアニメ
2013年
- フォルト!!S〜新たなる恋敵〜（神和住 真夜）

2015年
- デーモンバスターズ〜えっちなえっちなデーモン退治〜 THE ANIMATION（リゼラ）

2017年
- 第二次 裏入学試験 THE ANIMATION（白百合 陽子）
- いちごショコラふれーばー2（遠山 遥）
- かぎろひ〜勺景〜 Another 第一夜 少女との蜜月、その終わり（桐島 楓）

2018年
- Jewelry THE ANIMATION (紗智)

2019年
- 思春期セックス (炭谷 花)

2022年
- ハーレムきゃんぷっ!（2022年、東間ハルキ）

### パチンコ
- CR戦国†恋姫〜乙女絢爛☆戦国絵巻〜（斎藤飛騨、2016年）[82]

### インターネット番組
- わりなきらじお（君のぞらじお、2009年7月10日（第11回） - 10月30日（第27回））
- まりや・みう・ゆきなのシェイプラジオ（君のぞらじお、2009年11月6日 - 2010年4月30日、全26回）
- ないある!（第89回 - 第113回、Reないある）[83]
- ぷれキャララ!（ニコニコ生放送）
- あくまで、これは柚原みう&八尋まみのラジオ物語（2017年 - 2018年、音泉）
- AXL ラジオ「キュリオディーラー」ラージャスタン放送局!（2018年、音泉※）[84]

### イベント出演
- 美少女ゲームフェア キャララ!!（MC：2011年12月16日 - 2016年8月19日）
  - キャララガールズ（2012年4月20日 - 2016年8月19日）

## ディスコグラフィ

### 音楽CD
| 発売日   | 商品名                                                                            | 歌                                                   | 楽曲                                | 備考                                                                                |
| 2013年   | 2013年                                                                            | 2013年                                               | 2013年                              | 2013年                                                                              |
| -------- | --------------------------------------------------------------------------------- | ---------------------------------------------------- | ----------------------------------- | ----------------------------------------------------------------------------------- |
| 6月28日  | ALICE SOUND ALBUM VOL.24                                                          | クゥ（柚原みう）、トオル（鶴屋春人）                 | 「夢はおいしく無限大!!」            | PCゲーム『どらぺこ! 〜おねだりドラゴンとおっぱい勇者〜』主題歌                      |
| 6月28日  | フォルト!!SA(サービスエース) グランドスラムBOX V3版 同梱特典 スペシャルサウンドCD | 柚原みう                                             | 「ふぉーりん★らばーず★かーにばる!」 | PCゲーム『フォルト!!S 〜新たなる恋敵〜』オープニングテーマ                          |
| 6月28日  | フォルト!!SA(サービスエース) グランドスラムBOX V3版 同梱特典 スペシャルサウンドCD | 柚原みう                                             | 「銀色の月」                        | PCゲーム『フォルト!!S 〜新たなる恋敵〜』エンディングテーマ                          |
| 10月25日 | Itaru/Time of Eternity                                                            | 柚原みう                                             | 「エーテルネット」                  | PCゲーム『？』                                                                      |
| 10月25日 | Itaru/Time of Eternity                                                            | 柚原みう                                             | 「Teller of God」                   |                                                                                     |
| 10月25日 | Itaru/Time of Eternity                                                            | 倉田まりや、藤乃理香、柚原みう、花澤さくら、星野七海 | 「天使のシンフォニー」              |                                                                                     |
| 2014年   |                                                                                   |                                                      |                                     |                                                                                     |
| 8月29日  | SHOT FES TWINS                                                                    | あなたの背中でツメ研ぎ隊                             | 「放課後恋模様」                    | PCゲーム『にゃんカフェマキアート 〜猫がいるカフェのえっち事情〜』オープニングテーマ |

### 収録CD不明
- Up To You（PCゲーム『恋DOKi』主題歌）
- HAPPY ENDING（PCゲーム『シェイプシフター』
- 爪を研ぐきみ（PCゲーム『にゃんカフェマキアート 〜猫がいるカフェのえっち事情〜』エンディングテーマ、歌：あなたの背中でツメ研ぎ隊Z[メンバー 2]
- Start☆Light(ローグライクRPGブラウザゲーム『万物乙女☆ダンジョンズ』主題歌)
  - 歌：橘まお＆柚原みう

## その他

### 関連書籍
- 美少女ゲーム声優のお仕事2（2013年、ミリオン出版）